# Henry Otto Pollak
Henry Otto Pollak (* 13. Dezember 1927 in Wien) ist ein US-amerikanischer Mathematiker.

## Leben
Pollak emigrierte 1934 aus Österreich in die USA. Er studierte an der Yale University (Bachelor 1947) und an der Harvard University mit dem Master-Abschluss 1948 und der Promotion bei Lars Ahlfors 1951 (Some estimates for extremal distances). Danach war er bis 1983 Forschungsmathematiker an den Bell Telephone Laboratories. Anfang der 1960er Jahre wurde er dort Direktor des Forschungszentrums für Mathematik und Statistik (sein Nachfolger wurde Ronald Graham). 1983 bis 1986 war er Assistant Vice President von Bell Communications Research.
Ab 1987 war er Gastprofessor an der Columbia University in der Lehrerausbildung (Teachers College). Er war seit 1958 in der School Mathematics Study Group (SMSG) und war 1963/64 Vorstand von dessen Beratungsgremium.
Er befasste sich mit Funktionentheorie, diskreter Mathematik (Informationstheorie, Steiner Problem in verschiedenen Topologien, Problem kürzester Netzwerke, Problem begrenzter Bandbreiten bei der Signalübertragung), Statistik und Wahrscheinlichkeitstheorie und Mathematikpädagogik. Angesprochen auf den Unterschied der Arbeit eines Mathematikers an der Universität und in der Industrie meinte er in einem Interview 1984, dass dieser nicht so sehr in der Lehre liege, sondern dass man in der Industrie normalerweise Studenten hätte, die lernen wollten. Er hält ein Patent auf Interconnected Loop Digital Transmission Systems.
Pollak ist mehrfacher Ehrendoktor (u. a. Laval University, Bowdoin College und TU Eindhoven). 1975/76 war er Präsident der Mathematical Association of America. 1990 erhielt er das Certificate for Meritorious Service der MAA und 1993 den Gung and Hu Distinguished Service to Mathematics Award der MAA. 1973 war er Hedrick Lecturer der MAA. 1962 bis 1965 und 1977/78 war er im Rat der American Mathematical Society. 1971 wurde er Mitglied der American Association for the Advancement of Science.
1949 heiratete er Ida Tobias, mit der er einen Sohn und eine Tochter hat.

## Schriften
- Solving problems in the real world, in Lynn Arthur Steen (Hrsg.) Why numbers count, College Entrance Examination Board, New York 1997